# CD Plaza Amador
Club Deportivo Plaza Amador – panamski klub piłkarski z siedzibą w stołecznym mieście Panama. Występuje w rozgrywkach Liga Panameña. Domowe mecze rozgrywa na obiekcie Estadio Rommel Fernández, Estadio Javier Cruz lub Estadio Los Andes.

## Osiągnięcia

### Krajowe
- Liga Panameña

| zwycięstwo (8):     | 1988, 1990, 1992, 2002 (C), 2005 (A), 2016 (C), 2021 (A), 2025 (A)               |
| drugie miejsce (9): | 1996, 2000, 2001 (C), 2004 (A), 2006 (A), 2011 (A), 2016 (A), 2024 (A), 2024 (C) |

## Aktualny skład
Stan na 1 lutego 2023.
| Nr | Poz. | Piłkarz                    |
| -- | ---- | -------------------------- |
| 1  | BR   | Jaime de Gracia            |
| 4  | OB   | José Rivas                 |
| 5  | PO   | Daniel Aparicio            |
| 6  | PO   | Joel Lara                  |
| 8  | PO   | Rodolfo Vega               |
| 9  | NA   | Ronaldo Dinolis            |
| 10 | PO   | Ricardo Buitrago (kapitan) |
| 12 | BR   | Emerson Dimas              |
| 14 | PO   | Abdul Knight               |
| 15 | PO   | Omar Valencia              |
| 16 | NA   | Didier Dawson              |
| 17 | PO   | Jesús González             |
| 18 | OB   | Jordan Girón               |
| 19 | NA   | Rafael Mosquera            |

| Nr | Poz. | Piłkarz            |
| -- | ---- | ------------------ |
| 20 | PO   | José Murillo       |
| 21 | OB   | Samir Ramírez      |
| 22 | OB   | Johandre Padilla   |
| 26 | OB   | Ezequiel Palomeque |
| 28 | NA   | Ovidio López       |
| 30 | OB   | Manuel Gamboa      |
| 32 | PO   | Blas Pérez         |
| 37 | OB   | Joseph Jones       |
| 39 | PO   | Erick Register     |
| 46 | PO   | Derek Briceño      |
| 47 | NA   | Dóminic Arroyo     |
| 81 | NA   | Ricardo Clarke     |
| 99 | NA   | Romario Piggott    |